# Алдар (сказочный персонаж)
Алдар (баш.  и тат. Алдар — обманщик, тат. Алдар-Таз, Алдар-Күсә) — татарский и башкирский фольклорный персонаж, герой  бытовых сказок.

## Характеристика
Персонаж татарских и башкирских народных сказок Алдар встречается в сказках «Алдар менән Ямар» — «Алдар и Ямар», «Алдар менән сәсән» — «Алдар и сэсэн», «Пеләш Алдар һәм муллалар» — «Плешивый Алдар и муллы», «Алдар менэн Зэhрэ» — «Алдар и Зухра» и др.
Образ остроумного Алдара — собирательный образ хитреца, ловкача и обманщика.
Алдар воплощает в себе живой народный ум. Образ Алдара является противоположным образам лиц воплощающим невежество, глупость, корысть.
В башкирских сказках Алдар встречается с ханом, муллой или торговцем. Встречи обычно заканчивается тем, что Алдар их обманывает — то отправляется домой за мешком с хитростями, прихватив чужого коня, то убегает, заставив подпирать якобы падающее дерево, и таким образом избегает наказания (сказки «Хан менән Алдар» — «Хан и Алдар», «Алдар менән һатыусы малайҙары» — «Алдар и сыновья купца», «Алдар менән шайтан» — «Алдар и шайтан» и др.).
Традиционной для сказок, в который присутствует образ Алдара, является концовка, включающая афористический вывод.
Персонаж Алдар популярен в сказках и других тюркоязычных народов (казахские «Сказки про Алдара Косе», осетинская сказка «Алдар и пастух» и др.). Сходным с образом Алдара в башкирских сказках является образ плешивого. В русских народных сказках образ, похожий на Алдара не имеет имени — просто ловкий и смекалистый мужик.
В 2013 году был выпущен комедийный мультфильм «Алдар и серый волк». Алдар, убегая от злой старухи, встречает волка, и они вместе ищут счастье.